# Телеголосование
Телеголосование — разновидность аудиотекса, специальный сервис позволяющий организовывать автоматические интерактивные голосования среди широких масс общества посредством совершения вызовов на специальные телефонные номера.
С помощью услуги «Телеголосование» организатор может собирать статистику в режиме реального времени для того, чтобы:
- определить рейтинг популярности;
- проводить викторины и конкурсы с розыгрышами призов
- организовать социальные опросы с целью выяснения общественного мнения по той или иной теме
- проводить маркетинговые и статистические исследования

Как правило, выбирается несколько телефонных номеров, звонок на каждый из которых, учитывается как поданный голос за определённую позицию голосования. В рамках вызова, как правило, срабатывает автоответчик, который сообщает позвонившему, что его голос учтён и благодарит за участие, после чего вызов завершается. При необходимости организатор, может перенаправлять позвонившего на номер реального оператора контакт-центра. Результаты голосования записываются в определённую базу данных и анализируются, как правило, в автоматическом режиме.
Телеголосование может быть также реализовано как соответствующие пункты интерактивного голосового меню, привязанного к одному общему телефонному номеру. В этом случае, учитывается не столько общее количество позвонивших, сколько число выбравших соответствующий пункт меню.
Нередко вызовы на телефонные номера, используемые в рамках телеголосования тарифицируются особенным образом, то есть стоимость вызова на такой номер может быть дороже, чем стоимость обычных телефонных вызовов в данном регионе или наоборот вызовы могут быть абсолютно бесплатными.
В случае, если номер телеголосования является платным (с добавленной стоимостью), то, сама акция может иметь также дополнительную цель — сбор средств.

## Применение
Широкое применение сервиса телеголосование имеет место в музыкальном конкурсе Евровидение и является важным инструментом оценки участников зрителями.
Преимущества телеголосования
Телеголосование является более экономичным методом демократического обсуждения, чем многие альтернативы, такие как совещательный опрос, поскольку он не требует от участников личной встречи.
Он является общим для других совещательных демократических методов, он также имеет тенденцию вызывать более аргументированные решения, чем личные опросы общественного мнения, поскольку участники подвергаются различному прямому или опосредованному влиянию на выбор конкретного мнения.
Недостатки телеголосования
Телеголосование может быть менее эффективным, чем другие методы демократического обсуждения, в которых персональный модератор доступен лично для обеспечения того, чтобы группы серьезно обсуждали этот вопрос перед ними.
Важной особенностью телеголосований является то, что указанные номера используются в течение достаточно короткого периода времени — от нескольких минут до нескольких часов, например в рамках прямого эфира определённой телевизионной или радио-передачи. При этом, впоследствии, использованные номера телеголосования могут быть предоставлены организаторам других голосований.